# Pentatropis novoguineensis
Pentatropis novoguineensis är en oleanderväxtart som beskrevs av Theodoric Valeton. Pentatropis novoguineensis ingår i släktet Pentatropis och familjen oleanderväxter. Inga underarter finns listade i Catalogue of Life.